# Turbo, Hedemora kommun

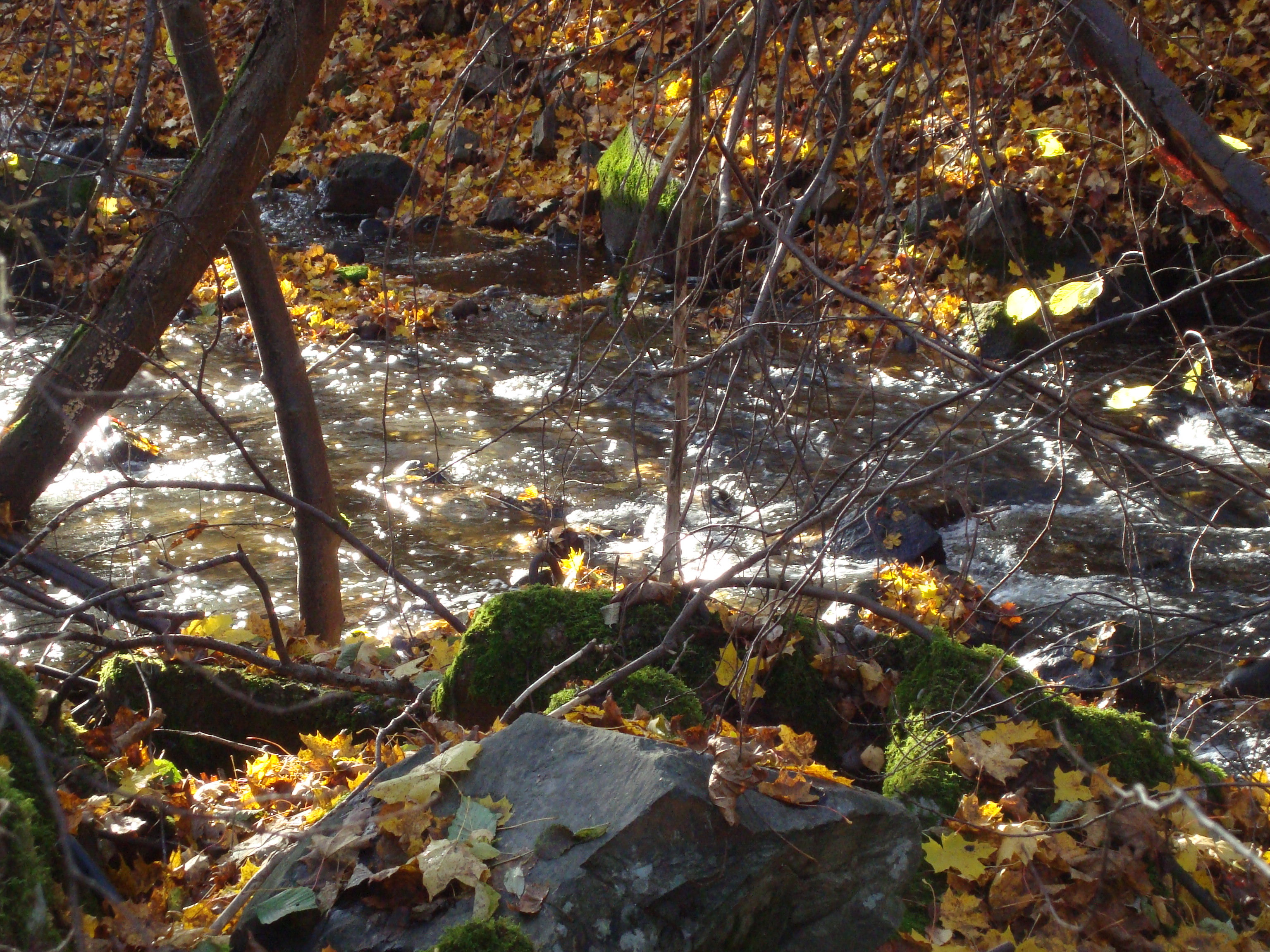
Lustån strax nedströms fördämningen i Turbo.

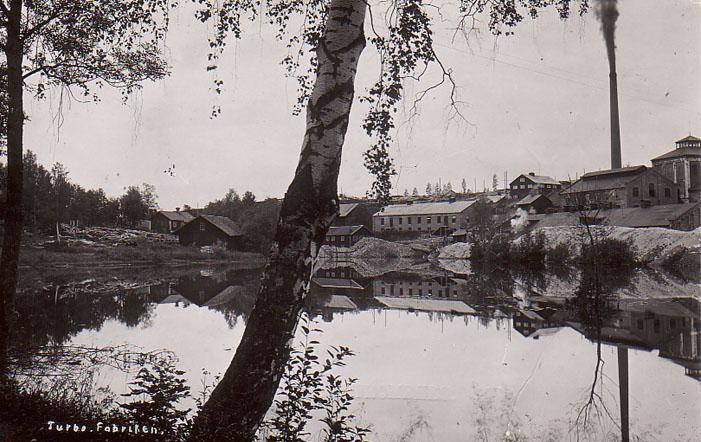
Thurbo sulfitfabrik på 1920-talet.

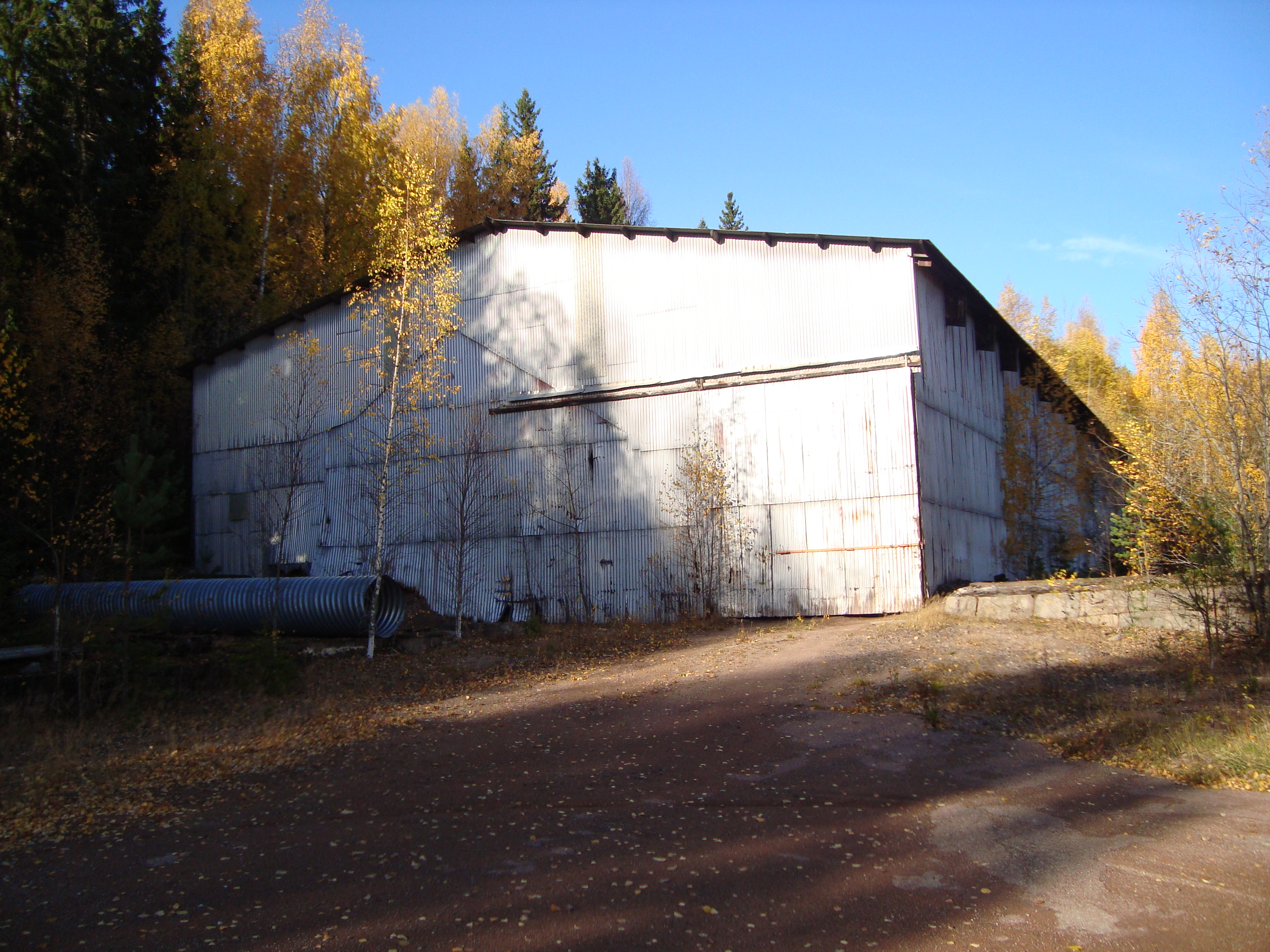
Det nyare massamagasinet.

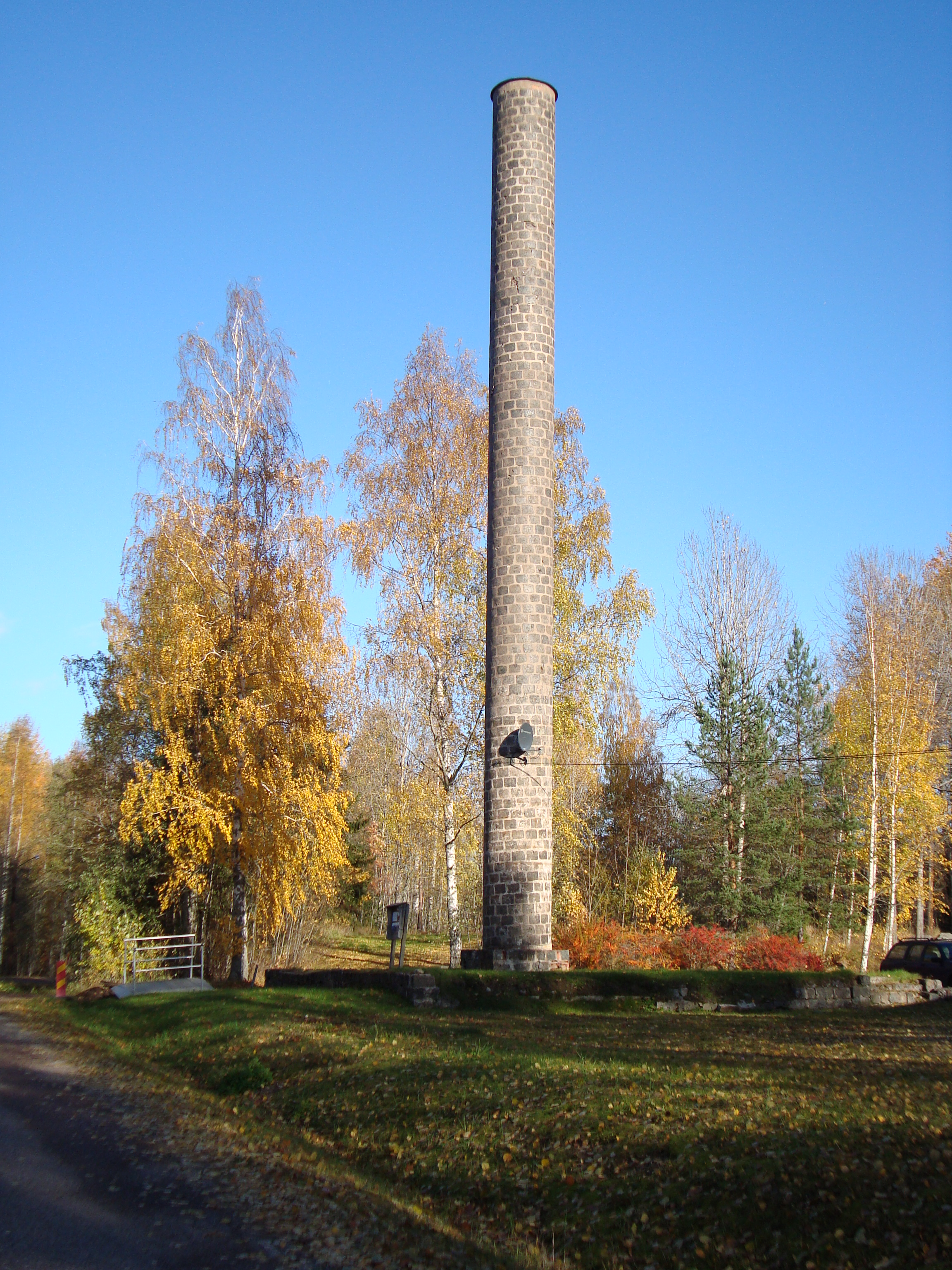
Skorstenen till sågen vid Botan.

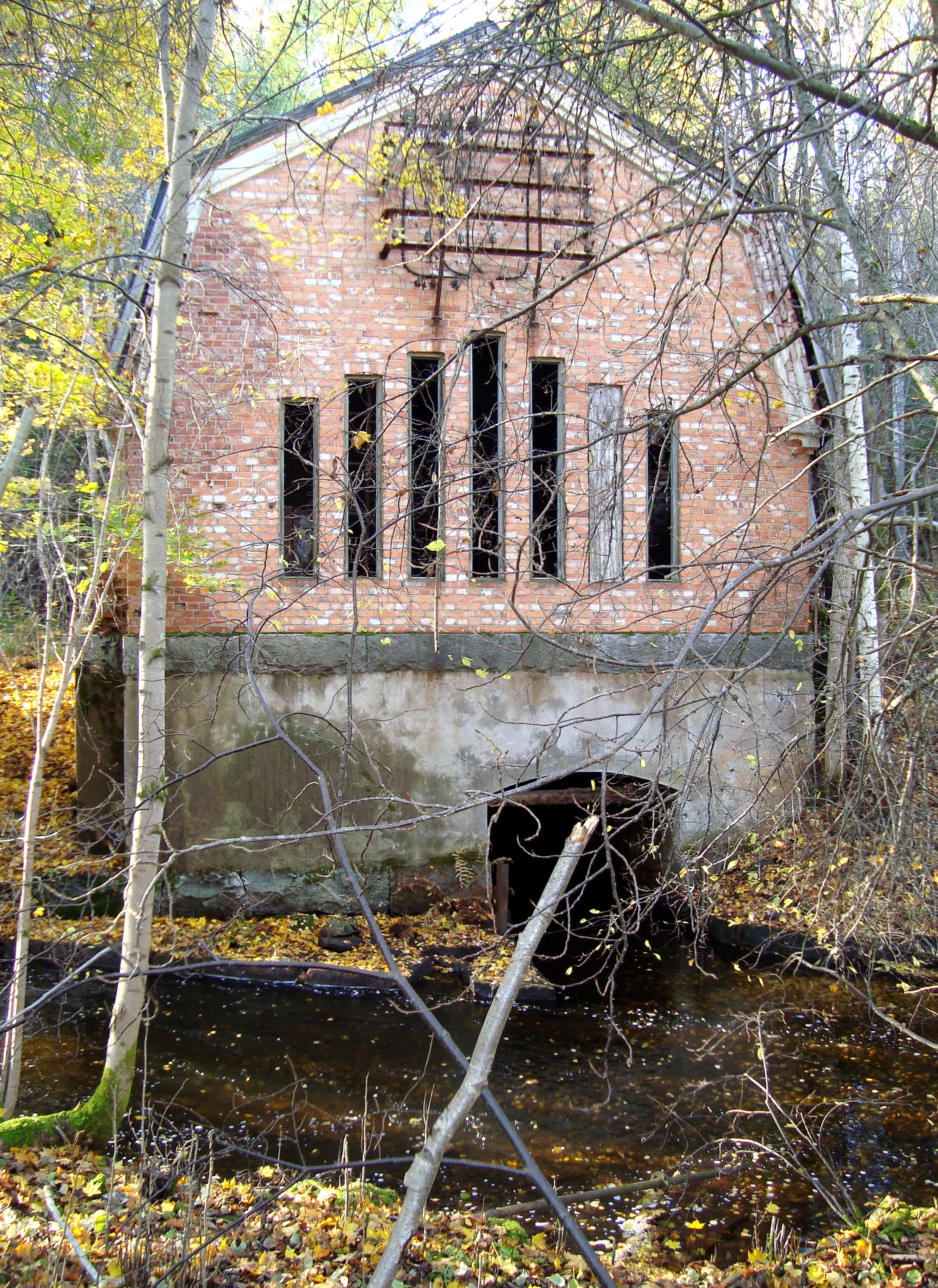
Kraftstationen.

Turbo (äldre stavning: Thurbo) är en mindre ort i Hedemora socken, Hedemora kommun, Dalarnas län (Dalarna). Orten ligger cirka sju kilometer sydväst om Hedemora och är mest känd för sin numera nedlagda sulfitfabrik. 

## Historia

### Turbo järnbruk (1618–1889)
Första gången Turbo nämns i skriftliga handlingar är 1408: ”Thorisboda”, vilket antagligen syftar på en fäbod till någon av byarna på Hedemoraslätten. I Turbo finns två forsar och vattenkraften i dessa har sedan åtminstone 1600-talet använts till att driva hyttor, hammare, sågar och kvarnar samt för att alstra elektricitet. År 1612 fanns en järnhytta och en kopparhammare i drift. År 1629 byggdes en stångjärnshammare som ersättning för kopparhammaren. Huruvida en hytta fanns efter detta år osäkert, det finns åtminstone en utsatt på 1657–1662 års karta. År 1666 uppges dock hyttan ha varit ödelagd. Turbo kom tillsammans med det närbelägna Vikmanshyttan länge (sedan 1600-talet) att vara i släkterna Angersteins och Ulffs ägo. År 1875 beslöt dock den dåvarande ägaren C.R. Ulff att avyttra bruken till Larsbo-Norns AB. Smidet vid Turbo nedlades 1889, den sista smedjan låg där den nu nedlagda kraftstationen senare uppfördes.

### Turbo sulfitfabrik (1889–1970)
Redan året innan järnhanteringen vid Turbo nedlades hade bygget av en sulfitfabrik påbörjats. Samtidigt byggdes även ett sågverk. Under 1889 fullföljdes uppförandet av fabriken, vilket tillhopa kostade 315 000 kronor (dåvarande penningvärde). Fabriken brann ned den 13 februari 1897, återuppfördes, men eldärjades ännu en gång (1 juli 1904). Vid denna brand förstördes allt utom pappsalen av slaggsten. Man började omgående återuppbygga fabriken, och i början av 1905 kunde den nya anläggningen tas i drift. Verksamheten utökades 1915 med en egen kraftstation, vilken dock nedlades 1960. Efter att Larsbo-Norns AB gått i konkurs 1921 övertogs dess tillgångar av det då nybildade Wikmanshytte Bruks AB. Den 18 januari 1941 brann fabriken en tredje gång. Torkmaskinhuset med pappsal och sileri förstördes då, vilket innebar att det enda som återstod efter branden 1904 också brunnit ned.
Fabriken återuppbyggdes och blev i samband med det både utbyggd och moderniserad. Under 1940- och 1950-talen stod samhället på sin topp med cirka 400 invånare. Fabriken fortsatte att byggas ut, och 1962 tillverkades pappersmassakvaliteterna Thurbo Cell och Thurbo Prime bleached samt viskosmassorna Normal, Super I och högsulfatmassa. I samband med att man övergick ifrån konstsilkefabrikation, så kallad viskosmassa, i ark till så kallad fluffmassa i rullar (för bland annat blöjtillverkning) byggdes pappershallen ut 1963. År 1966 beräknades tillverkningen till 17 000 ton massa. Detta år uppgick Wikmanshytte Bruks AB i Stora Kopparbergs Bergslags AB. Trots stora investeringar meddelade Stora Kopparberg samma år som övertagandet att fabriken skulle läggas ned den 30 juni 1970. En anledning som ansågs avgörande för detta beslut var föroreningen av Lustån. Fabriken gick visserligen med vinst, men en reningsanläggning skulle ta i anspråk en kostnad av cirka en miljon kronor. På grund av fabrikens ringa kapacitet, som 1969 var 16 000 ton, var detta en alltför stor kostnad att bära. Under fabrikens sista år (1970) tillverkades 18 000 ton fluffmassa vid fabriken som hade 80 anställda. Sågverket, som hade omkring 20–25 anställda, lades samtidigt ned. Under 1972 revs fabriken och rivningsmassorna jämnades ut över det gamla industriområdet.

## Järnväg
År 1919 byggdes en järnvägsförbindelse mellan Vikmanshyttan och Turbo, främst för godstrafik, men även för oregelbunden persontrafik. År 1967 ersattes ångloket med ett diesellok och 1970 lades banan ner i samband med massafabrikens avveckling.

## Dagens Turbo
Det enda som i dag finns kvar av den tidigare industrin är mekaniska verkstaden, el- och snickarverkstaden, nya massamagasinet (används av Stora Enso som förråd för vägsand och vägsalt) och ett garage. Stengrunderna till det äldre massamagasinet (uppfört 1919) och kraftstationen (uppförd 1915 och nedlagd 1960) finns också kvar. Även resterna av den sista smedjan finns kvar.
Vid sjön Botan finns en skorsten från ett av sågverken, men resten av sågen har brunnit ner. Alldeles i närheten av denna ligger Turbo festplats, där det understundom förekommer uppträdanden och dans. Tidigare fanns det på platsen även ett folkets hus, som nu är privatägt.